# Amarillo (Uruguay)
Pour les articles homonymes, voir Amarillo (homonymie).
Amarillo est une localité de l'Uruguay située dans le département de Rivera et la municipalité de Minas de Corrales. Sa population est de 20 habitants.

## Population
| Année | Population |
| ----- | ---------- |
| 1963  | -          |
| 1975  | -          |
| 1985  | -          |
| 1996  | -          |
| 2004  | 30         |
| 2011  | 20         |